# Batalla de Pulador
La batalla de Pulador (en portugués: Batalha de Passo Fundo, Batalha do Pulador) fue un encuentro militar decisivo dentro del contexto de la Revolución federalista riograndense, sucedido el 27 de junio de 1894. El encuentro terminó con la victoria de las tropas gubernamentales.